# 16. bersaljerski polk (Italija)
16. bersaljerski polk (izvirno italijansko 16º Reggimento di Bersaglieri) je bil bersaljerski polk Kraljeve italijanske kopenske vojske.